# Universidad Plymouth Marjon
La Universidad Plymouth Marjon, conocida también como Universidad Marjon, es la antigua Universidad de St Mark and St John, un centro superior de un solo campus con sede en Plymouth, Devon, Reino Unido. La institución obtuvo el estatus de universidad en 2013. Desde 2023, la vicerrectora de la universidad es la profesora Claire Taylor. 

## Historia

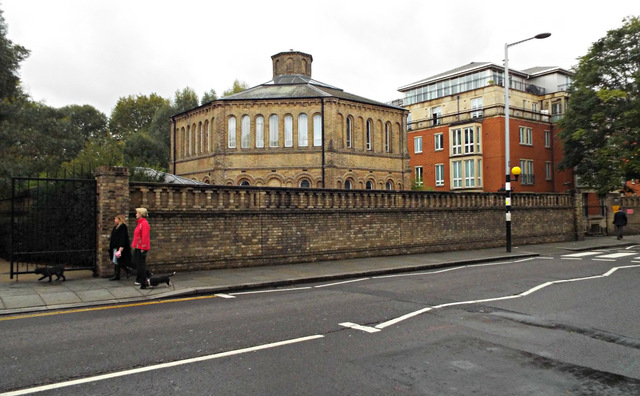
Edificio primitivo en Chelsea

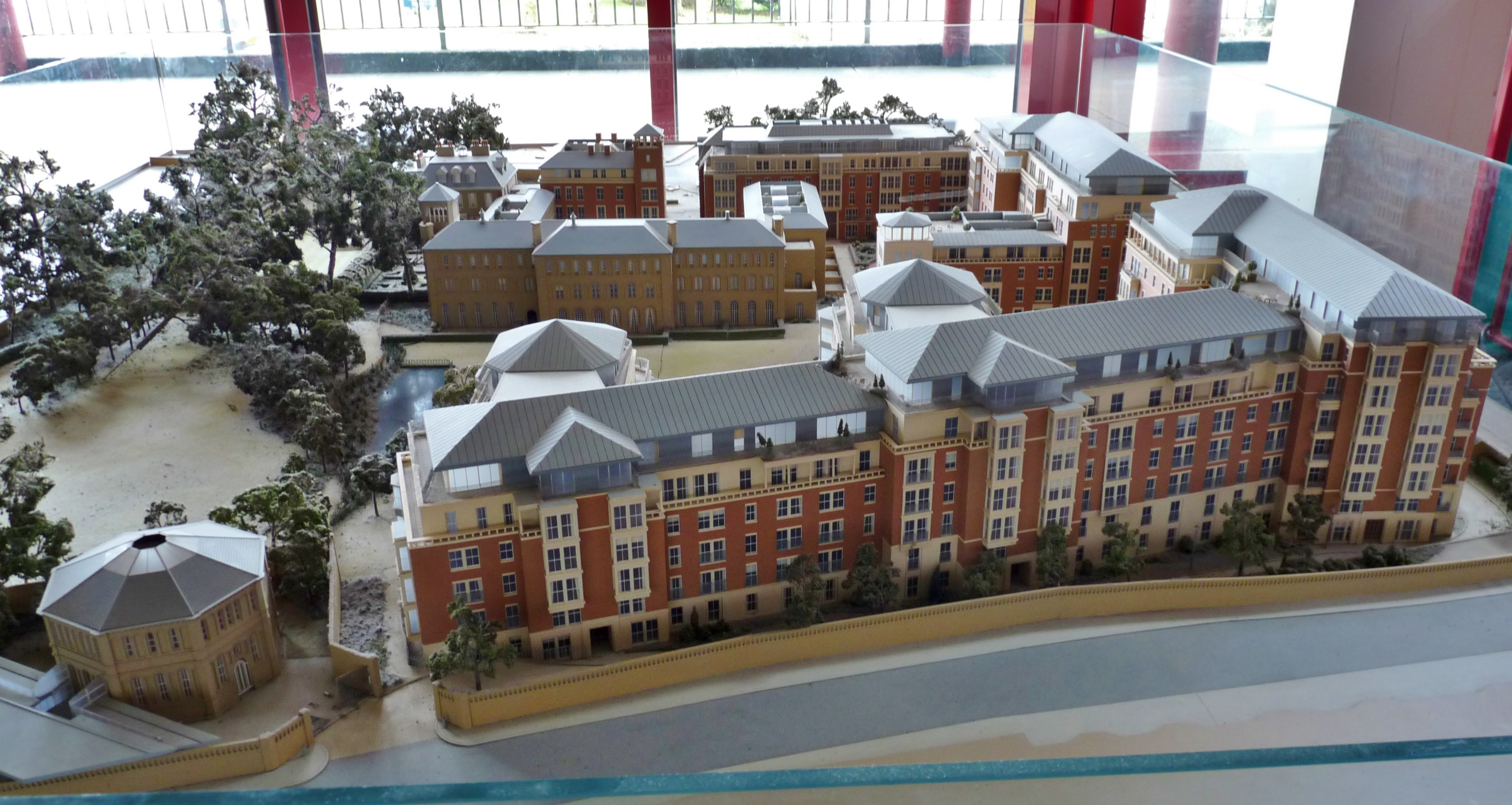
Maqueta del campus de Chelsea

La historia de la universidad se remonta a la fundación en Londres del College of St Mark and St John. 
St Mark's College en Chelsea fue fundado en 1841. Su primer director, el reverendo Derwent Coleridge, hijo del poeta Samuel Taylor Coleridge, enfatizó el estudio del latín.  Durante la Primera Guerra Mundial, el St Mark's College fue requisado por la Oficina de Guerra para crear el 2.º Hospital General de Londres. 
El Colegio Battersea Training fue creado en 1840 por Sir James Kay-Shuttleworth, junto a Edward Carleton Tufnell, como una institución privada de formación de profesores.  Kay-Shuttleworth transfirió el colegio a la Sociedad Nacional para la Promoción de la Educación Religiosa en 1843.   El centro pasó a llamarse St John's College hacia 1879.  Estos centros se fusionaron en 1923, estableciendo una única institución en Chelsea llamada College of St Mark & St John. En 1973 se trasladó a Plymouth debido a que el campus se quedó pequeño. En 1991, el colegio se adscribió a la Universidad de Exeter, que la acreditó para ejecutar programas de pregrado y posgrado. En 2007, obtuvo el estatus de University College, como University College Plymouth St Mark & St John. Por fin, se le otorgó el estatus de universidad con el nombre de Universidad Plymouth Marjon en 2013. 

## Campus
El campus universitario está situado a varios kilómetros al norte del centro de la ciudad de Plymouth, junto al Hospital Derriford. 